# Юшманов, Николай Алексеевич
Николай Алексеевич Юшманов (родился 18 декабря 1961) — советский легкоатлет, специализировавшийся на 100-метровой дистанции. Заслуженный мастер спорта России.

## Карьера
В 1985 году принял участие в Кубке мира в Канберре. На 100-метровке был шестым с результатом 10,26 секунды. А в эстафете наша четвёрка стала третьей.
На Играх доброй воли 1986 года в Москве в составе советской эстафетной четвёрки завоевал серебро, установив рекорд Европы 38,19 секунды в 4×100 метров.
На чемпионате Европы 1986 года в Штутгарте стал чемпионом в эстафете 4×100 метров. При этом советская команда установила рекорд чемпионатов Европы.
На Мемориале братьев Знаменских в 1986 году в Ленинграде показал результат 10,10 секунды, до 2025 года этот результат являлся рекордом России и был побит Константином Крыловым.

## После окончания карьеры
По специальности - юрист, педагог.